# Elezioni regionali in Sardegna del 1961
Le elezioni regionali in Sardegna del 1961 si tennero il 18 giugno.

## Risultati
| Liste                                                             | Voti    | %     | Seggi |
| ----------------------------------------------------------------- | ------- | ----- | ----- |
| Democrazia Cristiana (DC)                                         | 320.756 | 46,33 | 37    |
| Partito Comunista Italiano (PCI)                                  | 131.622 | 19,01 | 14    |
| Partito Socialista Italiano (PSI)                                 | 66.523  | 9,61  | 7     |
| Partito Sardo d'Azione-Partito Repubblicano Italiano (PSd'Az-PRI) | 50.039  | 7,23  | 5     |
| Movimento Sociale Italiano (MSI)                                  | 42.145  | 6,09  | 4     |
| Partito Democratico Italiano di Unità Monarchica (PDIUM)          | 33.985  | 4,91  | 2     |
| Partito Liberale Italiano (PLI)                                   | 23.011  | 3,32  | 1     |
| Partito Socialista Democratico Italiano (PSDI)                    | 21.736  | 3,14  | 2     |
| Centro Politico Italiano                                          | 2.490   | 0,36  | -     |
| Totale                                                            | 692.307 |       | 72    |

| Riepilogo dei seggi | Riepilogo dei seggi | Riepilogo dei seggi | Riepilogo dei seggi | Riepilogo dei seggi | Riepilogo dei seggi | Riepilogo dei seggi |
| ------------------- | ------------------- | ------------------- | ------------------- | ------------------- | ------------------- | ------------------- |
|                     |                     |                     |                     |                     |                     |                     |
| PCI                 | 14                  | ▲ 1                 |                     | PSI                 | 7                   | ▲ 1                 |
| PSDI                | 2                   | ▲ 1                 |                     | PSd'Az - PRI        | 5                   | ━                   |
| DC                  | 37                  | ▲ 6                 |                     | PLI                 | 1                   | ━                   |
| PDIUM               | 2                   | ▼ 8                 |                     | MSI                 | 4                   | ▲ 1                 |